# City of Wesopa
City of Wesopa is een middelgrote combinatie van bioscoop en theater in de Noord-Hollandse stad Weesp. Het gebouw heeft de status gemeentelijk monument.

## Geschiedenis
In het pand waarin de City of Wesopa zich bevindt, werd op 14 oktober 1948 de gelijknamige bioscoop geopend. In de jaren na de Tweede Wereldoorlog hadden de Weespers behoefte aan vertier, omdat men zo lang verstoken was geweest van de nieuwste (vooral Amerikaanse) films. Niet alleen in Weesp was dit het geval, in heel Nederland werden er bioscopen gebouwd om aan deze behoefte te voldoen. Films als The Guns of Navarone en Ben-Hur waren toen op het witte scherm te zien.

### Sluiting
Nadat de televisie in de jaren 50 haar intrede had gedaan, begonnen de zaken slecht te lopen voor de City of Wesopa. De bioscoop werd te groot voor Weesp. De City of Wesopa sloot hierop zijn deuren en werd gebruikt als opslagplaats voor 'Openbaar Kunstbezit'. Langzaam verpauperde het aanzicht van het gebouw. Dit werd nog erger toen het eind jaren 80 leeg kwam te staan.

### Herstart
Het Filmhuis Weesp had eind jaren 80 het plan opgevat in Weesp een theater te beginnen, waar zowel film, muziek als toneel te zien zou zijn. Er werd uiteindelijk toestemming verleend door de Gemeente Weesp om het het gebouw daarvoor te gebruiken, Het gereedmaken mocht echter niet te veel geld kosten. Door de inzet van de vele vrijwilligers en sponsors ontstond een klein theater met een vlakke vloer. In 1991 ging het nieuwe Theater City of Wesopa van start.
Sinds 1991 worden er jaarlijks (met minimale overheidssubsidie) ongeveer 200 voorstellingen gegeven. Hiervan zijn er zo rond de 25 speciaal voor kinderen. Er zijn dagelijks vrijwel permanent vrijwilligers bezig met allerhande werkzaamheden die gedaan moeten worden om het theater draaiende te houden. De gemeentelijke subsidie werd in 1998 verhoogd, waardoor het niveau iets dragelijker werd. De City of Wesopa wordt beheerd door een beheerstichting en een vereniging beslist wat er zoal gebeurt.

## Trivia
- Wesopa is de oude Latijnse benaming voor Weesp.
- In 2012 en 2013 presenteerde Sara Kroos haar Radio 2 programma Sara op zondag uit de City of Wesopa[1]